# تمیکسکو
تمیکسکو (به اسپانیایی: Temixco, Morelos) از شهرهای کشور مکزیک است که در ایالت ایالت مورلوس قرار دارد و جمعیت آن طبق سرشماری سال ۲۰۱۰ میلادی ۹۷٬۷۸۸ نفر بوده است.